# Campionato italiano di hockey su ghiaccio 1967-1968
Il campionato italiano di hockey su ghiaccio 1967-1968 è stato la 34ª edizione della manifestazione.

## Serie A

### Formazioni
Il campionato è allargato a 5 squadre per il ritorno in massima serie del Torino, vincitore della serie B della stagione precedente.

Sono quindi iscritte: HC Bolzano, SG Cortina, Diavoli Milano, HC Gardena (in seguito squalificato) e HC Torino.

### Formula
Varia ancora la formula del campionato: le prime due classificate si sfideranno per la conquista del titolo.

### Campionato
Il Gardena disputa un girone eliminatorio ed acquisisce il diritto, in un primo momento, di partecipare a quello finale. Ma a seguito dei provvedimenti inflitti dalla Commissione Federale di disciplina, per le ripetute assenze in campo della squadra nelle date già stabilite per la disputa degli incontri, in ossequio all'art. 56 delle “Norme Federali”, è escluso dalla classifica, annullando tutte le partite disputate. Questa stagione vede il testa a testa tra Cortina e i Diavoli Milano. Molto più staccati Bolzano e Torino, cenerentola del campionato.

#### Finale
La finale è giocata al meglio delle tre gare con i seguenti risultati e arbitri:
- 25 febbraio 1968
Cortina – Diavoli Milano  1-2   Arbitri: Gasser-Postinghel
- 7 marzo 1968
Diavoli Milano – Cortina  0-3   Arbitri: Stenico-Berloffa
- 16 marzo 1968
Cortina – Diavoli Milano 7-5   Arbitri: Stenico-Berloffa

 La Sportivi Ghiaccio Cortina si aggiudica il suo decimo titolo, quinto consecutivo.

Formazione Campione d'Italia: Franco Alverà - Enrico Benedetti - Paolo Bernardi - Giulio Costantini - Alberto Da Rin - Gianfranco Da Rin - Bruno Frison - Bruno Ghedina - Giuseppe Lorenzi - Giovanni Mastel - Remigio Morocutti - Ruggero Savaris - Italo Scuderi - Jack Siemon - Giulio Verocai.

### Classifica marcatori
Pat Adair (Diavoli Milano) si aggiudica la classifica marcatori con 15 reti, seguito da Alberto da Rin (Cortina, 9 reti), Bruno Ghedina (Cortina, 8 reti), Ruggero Savaris (Cortina, 6 reti) e Bryan Whittal (Torino, 4 reti).